# سجن آيت ملول

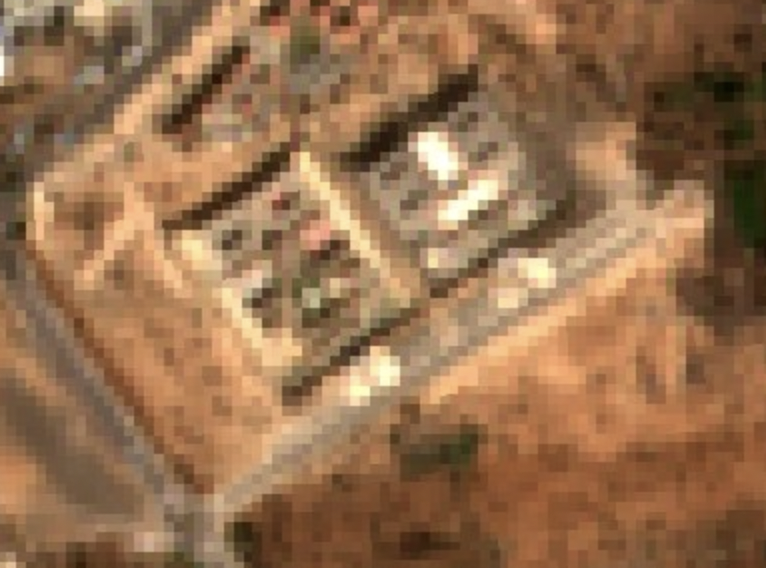
هذه الصورة للتوضيح

سجن آيت ملول هو سجن سياسي يقبع فيه معارضي النظام المغربي، وخاصة الشعب الصحراوي وكذلك الريفيون.
المعتقلين السياسيين الشهيرين هم:
- علي سالم تامك: ناشط صحراوي وداعم لاستقلال بلده (الصحراء الغربية).
- عائشة رمضان الشافي: زوجة علي سالم تامك التي قالت في وقت لاحق: «هددوا[ا] بقتل ابنتي الصغيرة، ولكنني أصريت على فكرتي وقد قاموا بتجريدي من كل ملابسي ثم اغتصبنوني وتبولوا علي[1]»
- عبد الكريم عزو: تعرض لتعذيب في السجن، حيث تم احتجازه دون محاكمة لأكثر من 2 سنوات، وقد كان عمره 22 عاما فقط عندما تم إلقاء القبض عليه في عام 2002.[2]
- علي المرابط: صحفي ريفي اعتقل في آيت ملول، ونقل فيما بعد إلى سجنها، وقد حُكم عليه بالسجن لمدة أربع سنوات بتهمة إهانة الملك، وتهديد السلامة الإقليمية التي تهدد في نفس الوقت نظام الملكية، بعد أن قام بنشر رسوم متحركة عن الملك.

## الملاحظات والمراجع
1. ↑  تقصد النظام المغربي

1. ↑  "Testimony of Aichatou Ramdan Chafii - Human Rights Activist". Spirasi.ie. 8 مارس 2006. مؤرشف من الأصل في 2007-11-18. اطلع عليه بتاريخ 2013-04-14.
2. ↑  "Morocco: Abdelkarim Azzou, tortured in Ait Melloul prison". En.alkarama.org. 29 سبتمبر 2009. مؤرشف من الأصل في 2012-09-08. اطلع عليه بتاريخ 2013-04-14.